# Liste der Pharaonen

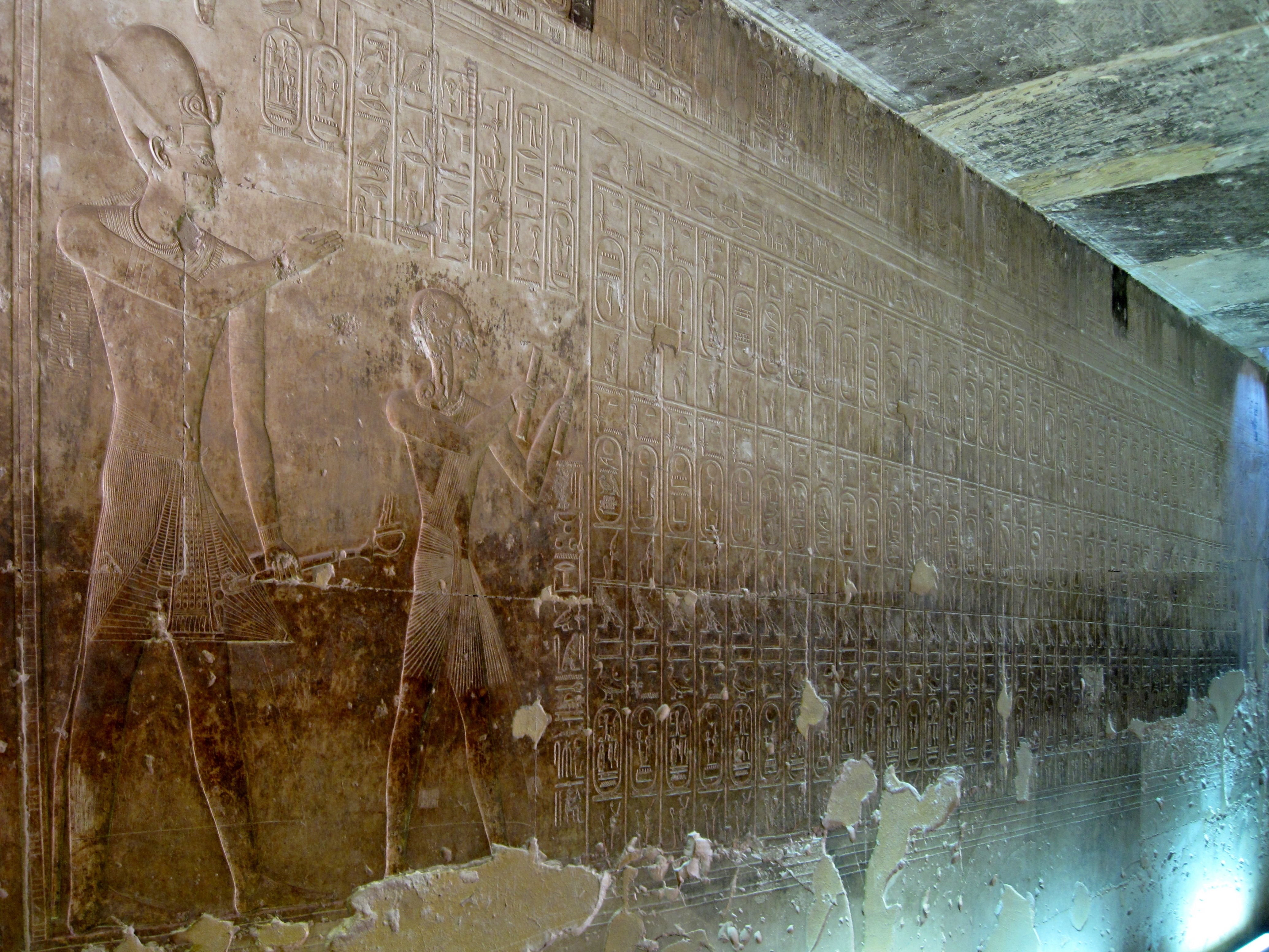
Königsliste von Abydos im Totentempel von Sethos I.

Die Liste der Pharaonen gibt einen systematischen Überblick über alle bekannten Pharaonen. Sie enthält die ägyptischen Könige von der vordynastischen Zeit bis zu Maximinus Daia, dem letzten hieroglyphisch bezeugten Herrscher Ägyptens.
Die Eckdaten, die das Grundgerüst der ägyptischen Chronologie bilden, stammen aus Schriften des ägyptischen Priesters Manetho, deren Originale verloren und nur durch Zitate in Schriften aus dem ersten bis achten nachchristlichen Jahrhundert überliefert sind. Manethos Einteilung in 30 Dynastien ist auch heute noch die Grundlage der Ägyptologie, obwohl sie in vielen Punkten überholt ist. Eine Besonderheit ist, dass Manetho die Dynastien nach der lokalen Herkunft der Herrscher und nicht nach verwandtschaftlichen Beziehungen ordnete.
Die Namen der Könige sind hier teilweise in der ägyptischen, teilweise in der griechischen Form angegeben. Die Jahresdaten berücksichtigen die Werke von Thomas Schneider und Wolfgang Helck. Die Daten in Klammern geben die Datierung nach Jürgen von Beckerath wieder.

## Hinweise

### Datierung
Abweichende Daten innerhalb der Artikel über einzelne Pharaonen sind durch unterschiedliche Quellen der einzelnen Autoren nicht zu vermeiden.

### Schreibkonventionen
Die Namen in dieser Liste werden gemäß den Schreibkonventionen des Portals Ägyptologie geschrieben. Diese sehen vor, dass der Eigenname eines Pharaos ohne seine restlichen Namen, jedoch mit Bindestrichen geschrieben wird. Einige Pharaonen sind allerdings eher unter ihrem Thron- als ihrem Eigennamen bekannt. Die Schreibkonventionen sehen in diesen Fällen vor, dass die Namen in den Artikelüberschriften ohne Bindestriche geschrieben werden. Daher werden entsprechende Links in dieser Liste ebenfalls ohne Bindestriche geschrieben.
Bei allen Namen mit Bindestrichschreibweise wird stets der Wortanfang und der Anfangsbuchstabe der Götternamensilbe großgeschrieben, unabhängig davon ob sich letztere am Ende (User-ka-Re) oder innerhalb des Namens (Sechem-Re-sanch-taui) befindet. Diese Regelung gilt auch, wenn an Stelle von Re, die Gottheiten Amun, Hor, Mut, Ptah und/oder andere in den Namen enthalten sind.
Da die Wortsilbe maat in den Namen in allererster Linie für das Prinzip der Weltordnung steht und nicht für die Gottheit in Person, sollte diese Silbe bei Bindestrichschreibweise der betreffenden Namen in den Texten stets kleingeschrieben werden (Heru-Hor-maat, Neb-maat-Re).

### Legende
| Farbe | Bedeutung   |
| ----- | ----------- |
|       | Pharao      |
|       | Gegenpharao |

## Liste der Pharaonen

### Prädynastik
| Pharao                 | Thronname           | Regierungszeit      | Anmerkungen |
| Vor der 0. Dynastie    | Vor der 0. Dynastie | Vor der 0. Dynastie | Vor der 0. Dynastie |
| ---------------------- | ------------------- | ------------------- | --- |
| Fingerschnecke         |                     |                     | Nur durch Tonritzungen bezeugt. Die Existenz dieses Herrschers wird heute in der Forschung meist angezweifelt.                            |
| Fisch                  |                     |                     | Nur durch Tonritzungen bezeugt. |
| Pen-abu                |                     | um 3300 v. Chr.     | Durch Tonritzungen bezeugt, Lesung seines Namens unsicher.                                                                                |
| Tier                   |                     |                     | Nur durch Tonritzungen bezeugt. |
| Storch                 |                     |                     | Nur durch Tonritzungen bezeugt. Die Existenz dieses Herrschers wird heute in der Forschung meist angezweifelt.                            |
| Hund                   |                     |                     | Nur durch Tonritzungen bezeugt. Die Existenz dieses Herrschers wird heute in der Forschung meist angezweifelt.                            |
| Stier                  |                     | um 3250 v. Chr.     | Existenz umstritten, da vielleicht kein Name, sondern Orts- oder Gaubezeichnung. Nach Dreyer Kleinkönig und Gegenherrscher zu Skorpion I. |
| Skorpion I.            |                     | um 3250 v. Chr.     | In seiner Regierungszeit sollen Schrift und Bewässerungsanlagen eingeführt worden sein.                                                   |
| 0. Dynastie            |                     |                     | |
| Hedju-Hor              |                     | um 3200 v. Chr.     | Existenz und chronologische Einordnung dieses Königs sehr unsicher.                                                                       |
| Ni-Hor                 |                     | um 3100 v. Chr.     | Bekannt durch Ton- und Steingefäße aus Gräbern bei Tarchan, Tura und Naqada. Die Lesung des Namens ist unsicher.                          |
| Doppelfalke            |                     | um 3100 v. Chr.     | Bekannt durch Ton- und Steingefäße aus El Beda, El-Mehemdia und Nord-West Sinai.                                                          |
| Ni-Neith               |                     |                     | Bekannt durch zwei Tonritzungen auf aus dem Grab 257 in Helwan stammenden Vasen.                                                          |
| Hat-Hor                |                     |                     | Bekannt durch ein Gefäß aus Tura. Lesung und Deutung seines Namens unsicher.                                                              |
| Krokodil               |                     | um 3100 v. Chr.     | Existenz stark umstritten. Bekannt durch Tonsiegel aus Tarchan und Saujet el-Arjan. Nach Dreyer Gegenkönig.                               |
| Iri-Hor                |                     |                     | Existenz umstritten, da möglicherweise kein Name, sondern lediglich eine Besitzanzeige.                                                   |
| Skorpion II.           |                     | um 3025 v. Chr.     | Grab in Hierakonpolis oder in Abydos. Eine Darstellung aus Hierakonpolis zeigt ihn mit der weißen Krone Oberägyptens.                     |
| Ka/Sechen              |                     | um 3020 v. Chr.     | Grab in Abydos. Namenslesung unsicher. |
| Narmer                 |                     | um 3000 v. Chr.     | Doppelgrab bei Abydos. Kultureller wie religiöser Aufschwung. Einordnung von Narmer in die 0. Dynastie umstritten (vgl. Menes).           |
| Unterägyptische Könige |                     |                     | |
| Seka                   |                     |                     | Nur auf dem Palermostein bezeugt. |
| Iucha                  |                     |                     | Nur auf dem Palermostein bezeugt. |
| Tiu                    |                     |                     | Nur auf dem Palermostein bezeugt. |
| Itjiesch               |                     |                     | Nur auf dem Palermostein bezeugt. |
| Niheb                  |                     |                     | Nur auf dem Palermostein bezeugt. |
| Wenegbu                |                     |                     | Nur auf dem Palermostein bezeugt. |
| Imichet                |                     |                     | Nur auf dem Palermostein bezeugt. Nach ihm folgt ein weiterer, zerstörter Name.                                                           |
| Wasch                  |                     |                     | Existenz umstritten, vielleicht unterworfener Gegenkönig von Narmer.                                                                      |

### Frühdynastische Zeit
| Eigenname                   | Thronname                 | Horusname             | Griechisch                     | Regierungszeit       | Anmerkungen |
| 1. Dynastie                 | 1. Dynastie               | 1. Dynastie           | 1. Dynastie                    | 1. Dynastie          | 1. Dynastie |
| --------------------------- | ------------------------- | --------------------- | ------------------------------ | -------------------- | --- |
|                             |                           | Aha                   |                                | um 3000/2980 v. Chr. | Erster König Ägyptens. Er wird meist mit Menes identifiziert. Grab in Abydos. |
| Teti I., Atoti              |                           |                       | Athotis I.                     | um 2980 v. Chr.      | Nur in späteren Königslisten belegt. |
| Atti, Iteti                 |                           | Djer                  | Athotis II., Kenkenes          | um 2980/2960 v. Chr. | Feldzüge nach Nubien. Grab in Abydos. |
|                             |                           | Wadji (Djet)          | Athotis III., Uenephes         | um 2960/2930 v. Chr. | Grab in Abydos. Bekannt durch seine kunstvolle Grabstele. |
|                             | Chasti                    | Den (Udimu)           | Usaphais, Usaphaidos, Kenkenes | um 2930/2910 v. Chr. | Grab in Abydos. Lange Regierungszeit, Fortschritte in Kunst und Schrift. Erste Darstellung eines ägyptischen Herrschers mit Doppelkrone. Außerdem Krieg gegen asiatische Beduinen. |
|                             | Nebui-meri-bia-pe         | Anedj-ib              | Niebais, Miebis, Miebidos      | um 2910/2890 v. Chr. | Grabanlage in Abydos. Ließ ungewöhnlich viele Kultstatuen für sich anfertigen. |
| Iri?/Semsu?                 | Iri?/Semsu?               | Semerchet             | Semempses/Mempses              | um 2890/2870 v. Chr. | Grab in Abydos. Nach Manetho widerfuhr Ägypten unter ihm ein „großes Unheil“. |
|                             |                           | Qaa                   | Ubienthes, Bieneches           | um 2870/2850 v. Chr. | Grab in Abydos. Erstmals Totentempel am Grab nachweisbar. |
|                             |                           | a Snefer-ka           |                                |                      | Kaum belegter Herrscher vom Ende der 1. Dynastie. |
|                             |                           | b „Vogel“             |                                |                      | Ebenfalls kaum belegter Herrscher vom Ende der 1. Dynastie. |
|                             |                           | c Sechet              |                                |                      | Existenz und chronologische Zuordnung sehr unsicher. |
| 2. Dynastie                 |                           |                       |                                |                      | |
| Bedjau, Bedjatau, Baunetjer | Hetep                     | Hetep-sechemui        | Boethos, Bochos                | um 2840 v. Chr.      | Die Herrscher werden nun in Sakkara bestattet. Nach Manetho erfuhr Ägypten unter ihm ein schweres Erdbeben.                                                                        |
|                             | Weneg?                    | Neb-Re                | Kaichoos, Choos                | um 2830 v. Chr.      | Vermutl. in Sakkara bestattet, möglicherweise erste Anzeichen für einen Sonnenkult. Evtl. mit Weneg identisch.                                                                     |
|                             |                           | Ni-netjer             | Binothris                      | um 2810 v. Chr.      | Grab in Sakkara. Möglicherweise Regierungs- und Wirtschaftskrisen gegen Ende seiner Herrschaft.                                                                                    |
| Nubnefer                    |                           |                       |                                |                      | Zeitgenössisch nur durch zwei Gefäßaufschriften bezeugt. Einordnung unsicher. |
|                             | Weneg                     |                       |                                |                      | Zeitgenössisch durch elf Gefäßaufschriften bezeugt. Chronologische Einordnung und Identität unsicher.                                                                              |
| Wadjenes                    | Weneg?                    |                       | Outlas/Tlas                    | um 2790 v. Chr.      | Zeitgenössisch nicht belegt. Evtl. mit Weneg, Sechemib oder Peribsen identisch. |
| Sened                       |                           |                       | Senthenes                      | um 2790 v. Chr.      | Zeitgenössisch nur durch eine Gefäßaufschrift belegt. Evtl. mit Peribsen identisch.                                                                                                |
| Sechemib                    |                           | Sechem-ib             |                                |                      | Mit Peribsen identisch, dessen Nachfolger, oder ein Gegenkönig unter dessen Regierungszeit.                                                                                        |
| Peribsen                    | Per-ib-sen                | Seth-Per-ib-sen       |                                |                      | Grab in Abydos. Führte einen Seth-Namen anstelle eines Horusnamens. |
| Neferkare I./Aaka           |                           |                       | Nefercheres ?, Chaires ?       |                      | Zeitgenössisch nicht belegt. |
| Neferkasokar                |                           |                       |                                |                      | Zeitgenössisch nicht belegt. |
| „Hudjefa I.“                |                           |                       | Sesochris ?                    |                      | Pseudonym für einen Herrscher, dessen Name verloren ging. |
| Chasechemui-Nebuihetepimef  | Cha-sechemui-nub-chet-sen | Hor-Seth-cha-sechemui | Cheneres                       | um 2740 v. Chr.      | Grab in Abydos. Führte Krieg in Unterägypten und feierte eine Wiedervereinigung von Ober- und Unterägypten.                                                                        |

### Altes Reich
| Eigenname                                     | Thronname                 | Horusname    | Griechisch               | Regierungszeit                   | Anmerkungen |
| 3. Dynastie                                   | 3. Dynastie               | 3. Dynastie  | 3. Dynastie              | 3. Dynastie                      | 3. Dynastie |
| --------------------------------------------- | ------------------------- | ------------ | ------------------------ | -------------------------------- | --- |
| Nebka                                         |                           |              | Necherophes, Necherochis | um 2740–2720 v. Chr.             | Evtl. mit Sanacht identisch. |
| Djoser                                        |                           | Netjeri-chet | Tosorthros               | um 2720–2700 v. Chr.             | Erbaute in Sakkara die erste Pyramide in Ägypten. |
| Djoserteti/Teti                               |                           | Sechem-chet  | Tyreis                   | um 2700–2695 v. Chr.             | Durch Siegelabrollungen und Reliefbilder bezeugt. Unvollendete Pyramide in Sakkara.                                                                        |
| „Hudjefa II.“                                 |                           |              |                          | um 2695 v. Chr. ?                | Pseudonym für einen Herrscher, dessen Name verloren ging.                                                                                                  |
|                                               |                           |              | Mesochris                | um 2690 v. Chr. ?                | Genaue Einordnung unsicher, zeitgenössisch nicht belegt.                                                                                                   |
| Huni                                          |                           |              |                          | zw. 2690–2670 v. Chr.            | Vermutl. Erbauer einiger kleinerer Pyramiden. Grabmal unbekannt.                                                                                           |
|                                               |                           | Sa-nacht     |                          | bis um 2670 v. Chr.              | Möglicherweise mit Nebka identisch. Grabmal unbekannt. |
| Nebkare (Neferka)                             |                           |              |                          |                                  | Genaue Einordnung unsicher, zeitgenössisch aber belegt und möglicherweise mit Chaba identisch, in ramessidischen Königslisten unterschiedlich eingeordnet. |
|                                               |                           | Cha-ba       |                          | um, oder wenig nach 2670 v. Chr. | Vermutlicher Erbauer einer Pyramide in Saujet el-Arjan. |
|                                               |                           | Qa-hedjet    |                          | bis um 2670 v. Chr.              | Nur auf einer Stele bezeugt. |
|                                               |                           | Sa           |                          |                                  | Genaue Einordnung unsicher. |
| 4. Dynastie                                   |                           |              |                          |                                  | |
| Snofru                                        |                           | Neb-maat     | Soris                    | um 2670–2620 (2614–2579) v. Chr. | Drei Pyramiden (Meidum und Dahschur [2 ×]), Wechsel von Stufen- zu Echter Pyramide.                                                                        |
| Chufu, Chnumchufu                             |                           | Mededju      | Cheops*, Suphis          | um 2620–2580 (2579–2556) v. Chr. | Erbauer der Cheops-Pyramide; Expeditionen nach Nubien und auf den Sinai, Handel mit Byblos.                                                                |
| Radjedef, Djedefre                            |                           | Cheper       | Ratoises                 | um 2580–2570 (2556–2547) v. Chr. | Pyramide in Abu Roasch (evtl. unvollendet) |
| Chafre                                        |                           | User-ib      | Chephren*, Suphis II.    | um 2570–2530 (2547–2521) v. Chr. | Nur durch seine Pyramide in Gizeh bekannt. Handel mit Syrien und Byblos.                                                                                   |
| Baka, Bakare                                  |                           |              | Bicheris                 | um 2530 (2521–2514) v. Chr.      | Existenz unsicher, da zeitgenössisch nicht belegt. Möglicherweise unfertige Pyramide in Saujet el-Arjan.                                                   |
| Menkaure                                      |                           | Ka-chet      | Mykerinos*, Mencheres    | um 2530–2510 (2514–2486) v. Chr. | Hauptsächlich durch seine Pyramide in Gizeh bekannt. Pharaonen werden jetzt als „Sohn des Re“ verehrt.                                                     |
| Schepseskaf                                   |                           | Schepse-chet | Sebercheres              | um 2510–2500 (2486–2479) v. Chr. | Große Mastaba in Sakkara-Süd. |
|                                               |                           |              | Thamphthis               | um 2500 (2479–2477) v. Chr.      | Existenz unsicher, da zeitgenössisch nicht belegt. Vielleicht mit Königin Chentkaus I. identisch.                                                          |
| 5. Dynastie                                   |                           |              |                          |                                  | |
| Userkaf                                       |                           | Hor-iri-maat | Usercheres               | um 2500–2490 (2479–2471) v. Chr. | Pyramide in Sakkara, Sonnenheiligtum in Abusir. |
| Sahure                                        |                           | Neb-chau     | Sephres                  | um 2490–2475 (2471–2458) v. Chr. | Pyramide in Abusir, Sonnenheiligtum (verschollen). Expeditionen in den Sinai und nach Nubien, Handel mit Vorderasien, evtl. Krieg gegen die Libyer.        |
| Kakai                                         | Nefer-ir-ka-Re            | User-chau    | Nephercheres             | um 2475–2465 (2458–2438) v. Chr. | Pyramide in Abusir, Sonnenheiligtum (verschollen). |
| Netjeruser                                    | Schepses-ka-Re            | Sechem-chau  | Sisiris                  | um 2465–2460 (2438–2431) v. Chr. | Nur durch Siegelabdrücke aus Abusir bezeugt. |
| Isi                                           | Re-nefer-ef (Nefer-ef-Re) | Chau-nefer   | Cheres                   | um 2460–2455 (2431–2420) v. Chr. | Pyramide in Abusir (unvollendet), Sonnenheiligtum (verschollen).                                                                                           |
| Ini                                           | Ni-user-Re                | Set-ib-taui  | Rathures                 | um 2455–2420 (2420–2389) v. Chr. | Pyramide in Abusir, Sonnenheiligtum in Abu Ghurab. |
| Kaiu                                          | Men-kau-Hor               | Men-chau     | Mencheres                | um 2420–2410 (2389–2380) v. Chr. | Pyramide vielleicht mit der Lepsius-L-Pyramide in Dahschur oder der Lepsius-XXIX-Pyramide in Sakkara-Nord identisch. Sonnenheiligtum (verschollen).        |
| Isesi                                         | Djed-ka-Re                | Djed-chau    | Tancheres                | um 2410–2380 (2380–2342) v. Chr. | Pyramide in Sakkara-Süd. |
| Unas                                          | Unis                      | Wadj-taui    | Onnos                    | um 2380–2350 (2342–2322) v. Chr. | Pyramide in Sakkara mit ältesten Pyramidentexten. |
| 6. Dynastie                                   |                           |              |                          |                                  | |
| Teti II.                                      |                           | Sehotep-taui | Othoes                   | um 2318–2300 (2322–2312) v. Chr. | Pyramide in Sakkara-Nord. |
| Userkare                                      |                           |              |                          | um 2300 (2312–2310) v. Chr.      | Möglicherweise Usurpator oder Übergangsregent für den noch unmündigen Pepi I.                                                                              |
| Pepi I.                                       | Meri-Re, Nefer-sa-Hor     | Meri-taui    | Phiops                   | um 2295–2250 (2310–2260) v. Chr. | Pyramide in Sakkara. Regierungszeit von inneren Spannungen geprägt.                                                                                        |
| Nemtiemsaef I. (Antiemsaf I.) (Merenre I.)    | Meri-en-Re                | Anch-chau    | Menthesuphis             | um 2250–2245 (2260–2254) v. Chr. | Pyramide in Sakkara-Süd (unvollendet). Feldzug gegen Nubien.                                                                                               |
| Pepi II.                                      | Nefer-ka-Re               | Netjeri-chau | Phiops                   | um 2245–2180 (2254–2194) v. Chr. | Regierte über 60 Jahre. Dezentralisierung der Verwaltung. Pyramide in Sakkara.                                                                             |
| Nemtiemsaef II. (Antiemsaf II.) (Merenre II.) |                           |              | Menthusuphis             | um 2180 (2194–2193) v. Chr.      | Zeitgenössisch nur durch ein Dekret aus Sakkara-Süd überliefert.                                                                                           |
| Saptah                                        | Nit-ikeri                 |              | Nitokris                 | um 2180 (2193–2191) v. Chr.      | Zeitgenössisch nicht belegte Königin oder König. |

### Erste Zwischenzeit
| Pharao | Thronname                        | Regierungszeit | Anmerkungen |
| 7. Dynastie | 7. Dynastie                      | 7. Dynastie    | 7. Dynastie |
| --- | -------------------------------- | -------------- | --- |
| Nach den Angaben in der Aegyptiaca des Manetho regierten 70 Könige in 70 Tagen. Bisher wurden jedoch keinerlei Spuren diesbezüglich gefunden. |                                  |                | |
| 8. Dynastie |                                  |                | |
| | Neteri-ka-Re                     |                | Nur aus der Abydosliste bekannt. |
| | Men-ka-Re                        |                | Zeitgenössisch nur durch Rollsiegel belegt. |
| | Nefer-ka-Re                      |                | Nur aus der Abydosliste bekannt. |
| Neferkare Nebi | Nefer-ka-Re                      |                | Sohn von Pepi II. Er soll eine Pyramide erbaut haben, die aber bisher nicht gefunden wurde und die wohl nicht über die Planungsphase hinauskam. |
| | Djed-ka-Re Schemai               |                | Nur aus der Abydosliste bekannt. |
| Neferkare Chendu |                                  |                | Nur aus der Abydosliste bekannt. |
| | Mer-en-Hor                       |                | Nur aus der Abydosliste bekannt. |
| | Nefer-ka-Min                     |                | Nur aus der Abydosliste und deren Kopie durch Ramses II. bekannt.                                                                               |
| | Nikare I. (Ni-ka-Re)             |                | Nur aus der Abydosliste bekannt. |
| | Nefer-ka-Re Tereru               |                | Nur aus der Abydosliste bekannt. |
| | Nefer-ka-Hor                     |                | Nur aus der Abydosliste und von Rollsiegeln bekannt.                                                                                            |
| Neferkare Pepi seneb | Nefer-ka(-Re)-scheri             |                | Nur aus der Abydosliste und dem Königspapyrus Turin bekannt.                                                                                    |
| Neferkamin Anu | Nefer (-ka-Min?)                 |                | Nur aus der Abydosliste und vielleicht dem Königspapyrus Turin bekannt.                                                                         |
| Ibi | Qa-ka-Re                         |                | Sein einziges bekanntes Monument ist eine kleine Pyramide in Sakkara.                                                                           |
| | Nefer-kau-Re                     |                | Mit Sicherheit nur aus der Abydosliste bekannt.                                                                                                 |
| Neferkauhor Chuiuihapi | Nefer-kau-Hor                    |                | Aus seiner Regierungszeit stammen einige der Koptosdekrete.                                                                                     |
| | Neferirkare II. (Nefer-ir-ka-Re) |                | Genaue Einordnung sehr unsicher. Mit Sicherheit nur aus der Abydosliste bekannt.                                                                |
| a | Sechem-ka-Re (Anch-ka-Re)        |                | Namenslesung und genaue Einordnung sehr unsicher, möglicherweise identisch mit Nemtiemsaef II. (6. Dynastie).                                   |
| b | Wadj-ka-Re                       |                | Nur im Namen eines Beamten bezeugt. |
| c | Iti                              |                | Genaue Einordnung sehr unsicher. |
| d Imhotep |                                  |                | Genaue Einordnung sehr unsicher. |
| e Hetep | …-Re                             |                | Genaue Einordnung sehr unsicher. |
| f Chui |                                  |                | Genaue Einordnung sehr unsicher. |
| g Isu |                                  |                | Genaue Einordnung sehr unsicher. |
| h Iytenu |                                  |                | Genaue Einordnung sehr unsicher. |
| 9. und 10. Dynastie |                                  |                | |
| | Wah-ka-Re-cheti I.               |                | Genaue Einordnung unsicher. |
| Neferkare III. |                                  |                | Genaue Einordnung unsicher. |
| | Mer-ib-Re                        |                | Genaue Einordnung unsicher. |
| | Nefer-ka-Re-cheti III.           |                | Genaue Einordnung unsicher. |
| | Neb-kau-Re-cheti                 |                | Genaue Einordnung sehr unsicher. |
| | Meri-ka-Re                       |                | Genaue Einordnung sehr unsicher. |

### Mittleres Reich
| Eigenname       | Thronname                   | Horusname                                | Griechisch                      | Regierungszeit                         | Anmerkungen |
| 11. Dynastie    | 11. Dynastie                | 11. Dynastie                             | 11. Dynastie                    | 11. Dynastie                           | 11. Dynastie |
| --------------- | --------------------------- | ---------------------------------------- | ------------------------------- | -------------------------------------- | --- |
| Mentuhotep I.   |                             | Hor-tepia                                |                                 |                                        | Wurde erst in der späteren Tradition als König angesehen. |
| Anjotef I.      |                             | Seher-taui                               |                                 | 2077–2065 (2119–2103) v. Chr.          | Erster thebanischer König; Ägypten ist jetzt in zwei Herrschaftsgebiete gespalten. |
| Anjotef II.     |                             | Wah-anch                                 |                                 | 2065–2016 (2103–2054) v. Chr.          | Antef II. sicherte die Herrschaft der 11. Dynastie im Süden bis Elephantine und weitete den Machtbereich nach Norden aus. |
| Anjotef III.    |                             | Neb-tep-nefer, Nacht-neb-tep-nefer       |                                 | 2016–2008 (2054–2046) v. Chr.          | Über seine Herrschaft ist wenig bekannt. Evtl. setzte er die Expansion nach Norden fort. |
| Mentuhotep II.  | Neb-hepet-Re                | Seanch-ib-taui, Netjer-hedjet, Sema-taui |                                 | 2008–1957 (2046–1995) v. Chr.          | Mentuhotep II. beendete die Herrschaft der 9./10. Dynastie und vereinigte Ägypten wieder. Der Zeitpunkt der Wiedervereinigung wird von einigen Ägyptologen als eigentlicher Beginn des Mittleren Reiches angesehen. |
| Mentuhotep III. | Seanch-ka-Re, Senefer-ka-re | Seanch-taui                              |                                 | 1957–1945 (1995–1983) v. Chr.          | Durch zahlreiche Tempelbauten bezeugt. |
| Mentuhotep IV.  | Neb-taui-Re                 | Neb-taui                                 |                                 | 1945–1938 (1983–1976) v. Chr.          | Nur durch Felsinschriften und eine Opfertafel bezeugt. |
| a An(jotef)     | Qai-ka-Re                   | Senefer-tauf                             |                                 |                                        | Genaue Einordnung unklar; vermutlich Gegenkönig oder Thronprätendent. |
| b Ijibchentre   |                             | Gerg-taui                                |                                 |                                        | Genaue Einordnung unklar; vermutlich Thronprätendent. |
| b Segerseni     | Menech-ka-Re                |                                          |                                 |                                        | Genaue Einordnung unklar; vermutlich Thronprätendent. |
| 12. Dynastie    |                             |                                          |                                 |                                        | |
| Amenemhet I.    | Sehotep-ib-Re               | Wehem-mesut                              | Ammenemes I.                    | 1939/38–1909 (1976–1947) v. Chr.       | Amenemhet I. war vor seiner Machtübernahme vielleicht ein Wesir unter Mentuhotep IV. Er vollendete die Reichseinigung und machte seinen Sohn Sesostris I. im 20. Regierungsjahr zum Mitregenten. Er errichtete eine Pyramide in El-Lischt. |
| Senwosret I.    | Cheper-ka-Re                | Anch-mesut                               | Sesostris I., Sesonchosis       | 1919–1875/74 (1956–1911/10) v. Chr.    | Sesostris I. war wohl der bedeutendste Herrscher der 12. Dynastie. Er ist durch eine sehr umfangreiche Bautätigkeit bezeugt. Während seiner Regierungszeit entstanden wichtige literarische Werke, zum Beispiel die Geschichte von Sinuhe. Er errichtete eine Pyramide in El-Lischt. |
| Amenemhet II.   | Nub-kau-Re                  | Heken-maat                               | Ammenemes II.                   | 1877/76–1843/42 (1914–1879/76) v. Chr. | Amenemhet II. betrieb intensive Handelsbeziehungen mit Vorderasien und Kreta. Für etwa zwei Jahre war er Mitregent seines Vaters Sesostris I. Er errichtete eine Pyramide in Dahschur. |
| Senwosret II.   | Cha-cheper-Re               | Seschemu-taui                            | Sesostris II.                   | 1844–1837/36 v. Chr.                   | Sesostris II. war drei Jahre lang Mitregent seines Vaters Amenemhet II. Er errichtete eine Pyramide in Al-Lahun. |
| Senwosret III.  | Cha-kau-Re                  | Netjeri-cheperu                          | Sesostris III.                  | 1836–1818 (1872–1853/52) v. Chr.       | Starke Zentralisierung des Landes. Die Länge seiner Herrschaft betrug 19 Jahre. Frühere Unsicherheiten hinsichtlich der Regierungslänge basierten auf den Angaben der Stele Berlin 1204, die zunächst falsch übersetzt wurde. Zwischenzeitliche Auswertungen der Monddaten konnten die genaue Regierungslänge ermitteln. Im Neuen Reich wurde Sesostris III. vergöttlicht und galt als Schutzherr von Nubien. Er errichtete eine Pyramide in Dahschur. |
| Amenemhet III.  | Ni-maat-Re                  | Aa-bau                                   | Ammenemes III., Lamares, Ameres | 1818/17–1773/72 (1853–1806/05) v. Chr. | Die bedeutendste Leistung seiner Herrschaft war die Erschließung des Fajum. Eine Koregentschaft mit seinem Vater Sesostris III. ist nicht gesichert. Er errichtete zwei Pyramiden, die erste in Dahschur und die zweite in Hawara. |
| Amenemhet IV.   | Maa-cheru-Re                | Cheper-cheperu                           | Ammenemes                       | 1773–1764/63 (1807/06–1798/97) v. Chr. | Aus seiner Regierungszeit sind mehrere Expeditionen auf den Sinai bezeugt. Er war wohl etwa ein Jahr lang Koregent seines Vorgängers Amenemhet III. Ob er der Erbauer der südlichen Pyramide von Masghuna war, ist unklar. |
| Nofrusobek      | Sobek-ka-Re                 | Merit-Re                                 | Arsino, Skemiophris             | 1763–1759 (1798/97–1794/93) v. Chr.    | Nofrusobek war die erste zeitgenössisch nachweisbare Königin Ägyptens. Ob sie die nördliche Pyramide von Masghuna erbaute, ist unklar. |
| a unbekannt     | Seanchibre                  | Seanchibtawy                             |                                 | frühe 12. Dynastie                     | Entweder Gegenkönig oder identisch mit Amenemhet I., Sesostris I. oder Amenemhet II. vor einer Namensänderung |

### Zweite Zwischenzeit
Die Reihenfolge in der 13. Dynastie bis Sobekhotep VII folgt dem Turiner Königspapyrus. Danach ist dieses Papyrus sehr fragmentarisch und alle Einordnungen bis an das Ende der 17. Dynastie sind hochgradig spekulativ.
| Pharao | Thronname                     | Regierungszeit                      | Anmerkungen |
| 13. Dynastie | 13. Dynastie                  | 13. Dynastie                        | 13. Dynastie |
| --- | ----------------------------- | ----------------------------------- | --- |
| Wegaf | Chui-taui-Re                  | um 1759–1757 v. Chr.                | Vermutlich erster König der 13. Dynastie, obwohl auch vermutet wurde, dass Sobekhotep II. der erste Herrscher dieser Dynastie war.                                                                                       |
| Amenemhet V. | Sechem-ka-Re                  | um 1750 v. Chr.                     | Ein vermeintlicher weiterer König namens Amenemhetsenbef ist zu streichen, da er mit Amenemhet V. identisch ist. |
| | Sechemrechuitaui              | um 1752–1746 v. Chr.                | Er wurde früher mit Pentini identifiziert, bei dem es sich aber wohl um einen eigenständigen König handelt. |
| Ameni Qemau |                               |                                     | Er ist nur von seiner Pyramide in Dahschur bekannt. Seine genaue Einordnung ist unsicher. |
| | Sehetep-ib-Re                 | um 1743/42 v. Chr.                  | Zeitgenössisch nur durch ein Rollsiegel und durch eine Stele bezeugt. |
| Efni (Iuefni) | Semen-ka-Re                   | um 1741 v. Chr.                     | Nur im Turiner Königspapyrus bezeugt. |
| Amenemhet VI. | Seanch-ib-Re                  | um 1740 v. Chr.                     | Zeitgenössisch nur durch wenige Zeugnisse belegt. |
| Nebennu (Nebnun) | Semen-ka-Re                   | um 1739 v. Chr.                     | Zeitgenössisch nur durch eine Stele bezeugt. |
| Qemausahornedjherjotef | Hotep-ib-Re                   | um 1738 v. Chr.                     | Vermutlich ein König asiatischer Herkunft. |
| | Sewadj-ka-Re                  | um 1737 v. Chr.                     | Nur im Turiner Königspapyrus bezeugt. |
| | Nedjem-ib-Re                  | um 1736 v. Chr.                     | Nur im Turiner Königspapyrus eindeutig bezeugt. Zwei Skarabäenfunde sind unsicher. |
| Sobekhotep | Cha-anch-Re                   | um 1735 v. Chr.                     | Zeitgenössisch durch Denkmäler aus Abydos bezeugt. Genaue Einordnung sehr unsicher. |
| Renseneb Amenemhet |                               |                                     | Nur im Turiner Königspapyrus und auf einer Perle bezeugt. Im Königspapyrus wird seine Regierungszeit mit vier Monaten angegeben.                                                                                         |
| Hor I. | Au-ib-Re                      | um 1732 v. Chr.                     | Er wurde neben der Pyramide von Amenemhet III. in Dahschur bestattet. |
| Amenemhet VII. Kay | Sedjefa-ka-Re                 | um 1731–1724 v. Chr.                | Zeitgenössisch nur durch eine Statue, sowie einige Rollsiegel und einen Skarabäus bezeugt. |
| Sobekhotep II. | Sechem-Re-chui-taui           | um 1724–1718 v. Chr.                | Möglicher Erbauer einer Pyramide in Sakkara. |
| Chendjer | User-ka-Re                    | um 1718–1712 v. Chr.                | Errichtete eine Pyramide in Sakkara-Süd. |
| Emramescha (Mermescha) | Semench-ka-Re                 | um 1711 v. Chr.                     | Zeitgenössisch durch zwei Statuen aus Tanis bezeugt. |
| Anjotef IV. | Sehotep-ka-Re                 | um 1710 v. Chr.                     | Zeitgenössisch nur durch eine Statue und einige Skarabäen bezeugt. |
| Seth | …-ib-Re                       | um 1709 v. Chr.                     | Nur im Turiner Königspapyrus bezeugt. |
| Sobekhotep III. | Sechem-Re-sewadj-taui         | um 1708–1705 v. Chr.                | Bautätigkeit im ganzen Land. |
| Neferhotep I. | Cha-sechem-Re                 | um 1705–1694 v. Chr.                | Expeditionen nach Byblos, zahlreiche Monumente des Herrschers sind erhalten und belegen eine gewisse Spätblüte des Mittleren Reiches.                                                                                    |
| Sahathor | Men-wadj-Re                   | um 1694 v. Chr.                     | Regierte nur wenige Monate. |
| Sobekhotep IV. | Cha-nefer-Re                  | um 1694–1685 v. Chr.                | Zahlreiche Monumente aus allen Teilen des Landes. |
| Sobekhotep V. | Cha-hotep-Re                  | um 1685–1680 v. Chr.                | Zeitgenössisch nur durch einige Skarabäen bezeugt. |
| Jaib | Wah-ib-Re                     | um 1680–1670 v. Chr.                | Zeitgenössisch nur durch wenige Zeugnisse belegt. |
| Aja I. (Eje I.) | Meri-nefer-Re                 | um 1669–1659 v. Chr.                | Letzter Herrscher der Zweiten Zwischenzeit, der sowohl im Norden, als auch im Süden des Landes belegt ist. |
| Sobekhotep VI. | Meri-hotep-Re                 | um 1656–1654 v. Chr.                | Zeitgenössisch nur durch einige Denkmäler bezeugt, deren Zuordnung aber nicht in jedem Fall eindeutig ist. |
| b Ani | Meri-hotep-Re                 |                                     | Vielleicht identisch mit Sobekhotep VI., da er den gleichen Thronnamen trägt. |
| Sewadjtu | Seanch-en-Re                  | um 1654–1651 v. Chr.                | Nur im Turiner Königspapyrus und vielleicht in der Königstafel von Karnak bezeugt. |
| Ined | Meri-sechem-Re                |                                     | Nur im Turiner Königspapyrus bezeugt. Vielleicht identisch mit Neferhotep II. |
| Neferhotep II. | Meri-sechem-Re                | um 1651–1648 v. Chr.                | Zeitgenössisch durch zwei Statuen bezeugt. |
| Hori | Sewadj-ka-Re                  | um 1647 v. Chr.                     | Mit Sicherheit nur im Turiner Königspapyrus belegt. |
| Sobekhotep (VII.) | Meri-kau-Re                   | um 1646–1644 v. Chr.                | Er ist der letzte Herrscher der 13. Dynastie, dessen Name im Turiner Königspapyrus erhalten ist. Die Reihenfolge der nachfolgenden Könige ist daher sehr unsicher.                                                       |
| c Dedumose | Djed-hotep-Re                 |                                     | Genaue Einordnung unsicher. Vielleicht mit Dedumose Djed-nefer-Re identisch. |
| d Dedumose | Djed-nefer-Re                 |                                     | Genaue Einordnung unsicher. Vielleicht mit Dedumose Djed-hetep-Re identisch. |
| e Ibi II. | …-maat-Re                     |                                     | Nur im Turiner Königspapyrus bezeugt. |
| f Hor II. | …-weben-Re                    |                                     | Nur im Turiner Königspapyrus bezeugt. |
| g | Se-…-ka-Re                    |                                     | Nur im Turiner Königspapyrus bezeugt. |
| h Senebmiu | Sewah-en-Re                   | nach 1640 v. Chr.                   | Durch einige wenige zeitgenössische Zeugnisse und eine vermutliche Nennung im Turiner Königspapyrus belegt. |
| i | Secha-en-Re                   | nach 1640 v. Chr.                   | Durch einige Fragmente aus dem Totentempel Mentuhoteps II. und eine vermutliche Nennung im Turiner Königspapyrus bezeugt.                                                                                                |
| j | Mer-cheper-Re                 |                                     | Nur auf einem Fragment des Turiner Königspapyrus und vielleicht durch einen Skarabäus bezeugt. |
| k | Mer-ka-Re                     |                                     | Nur auf einem Fragment des Turiner Königspapyrus bezeugt. |
| l Sesostris IV. | Senefer-ib-Re                 |                                     | Genaue Einordnung unklar. Zeitgenössisch durch einige wenige Denkmäler bezeugt. |
| m Mentuemsaf | Djed-anch-Re                  |                                     | Durch eine Stele und mehrere Skarabäen bezeugt. |
| n Neferhotep III. | Sechem-Re-seanch-taui         |                                     | Genaue Einordnung unsicher, berichtet von Kämpfen in seiner Hauptstadt Theben. |
| o Mentuhotep V. | Meri-anch-Re                  |                                     | Genaue Einordnung unsicher. |
| p Usermonth |                               |                                     | Genaue Einordnung unsicher. |
| q Sobekhotep VIII. | Sechem-Re-seuser-taui         |                                     | In der Königsliste von Karnak bezeugt. |
| r Ini I. | Meri-schepes-Re               |                                     | Nur durch eine Statue bezeugt. |
| s Mentuhotep VI. | Se-wedja-Re                   |                                     | Durch ein Relieffragment aus dem Totentempel Mentuhoteps II. bezeugt. |
| t Senaaib | Men-chau-Re                   |                                     | Nur durch eine Stele aus Abydos bezeugt. |
| u Sobekhotep IX. | Maa-Re                        |                                     | Nur durch Skarabäen sicher bezeugt. |
| v Upuautemsaf | Sechem-Re-nefer-chau          |                                     | Nur durch eine Stele und vermutlich durch ein Graffito bezeugt. |
| w Abai |                               |                                     | Nur im Memphitischen Priesterstammbaum bezeugt. |
| x Aqen |                               |                                     | Nur im Memphitischen Priesterstammbaum bezeugt. |
| y Sebekai |                               |                                     | Sein Name ist nur auf einem Messer aus Abydos genannt. Er ist vielleicht identisch mit Amenemhet VII. oder einem Sobekhotep.                                                                                             |
| z Chuiqer |                               |                                     | Nur auf einem Architrav in Abydos bezeugt. |
| aa Seanchptah | Se-heka-en-Re                 |                                     | |
| bb | Ner-ka-Re                     |                                     | Nur auf einem heute verschollenen Stelenbruchstück bezeugt. Wahrscheinlich mit einem anderen König identisch. |
| cc | Si(?)-ka-Re                   |                                     | |
| dd Pentini | Sechem-Re-chui-taui           |                                     | Ein König aus Abydos, der zeitlich wohl am Übergang von der 13. zur 17. Dynastie anzusetzen ist. Er wurde früher mit einem anderen König Sechem-Re-chui-taui gleichgesetzt, war aber wohl ein selbstständiger Herrscher. |
| Senebkay | Weser-ib-Re                   |                                     | Vielleicht lokaler Herrscher in Abydos, Grab erst 2014 entdeckt |
| 14. Dynastie |                               |                                     | |
| Nehesy | Aa-seh-Re                     |                                     | Durch einige Denkmäler im nordöstlichen Delta bezeugt. |
| | Cha-tit-Re                    |                                     | Königspapyrus Turin: 8.2 |
| | Neb-fau-Re                    |                                     | Königspapyrus Turin: 8.3 |
| | Sehab-Re                      |                                     | Königspapyrus Turin: 8.4 |
| | Mer-djefa-Re                  |                                     | Zeitgenössisch nur durch eine Stele bezeugt. |
| Alle weiteren Pharaonen der 14. Dynastie sind ausschließlich aus dem Turiner Königspapyrus bekannt. Siehe hierfür Liste der Könige der 14. Dynastie. |                               |                                     | |
| 15. Dynastie (Hyksos) |                               |                                     | |
| Schalik (Salitis) |                               | um 1630–1615 (1648–1633) v. Chr.    | Vielleicht identisch mit Scharek. |
| Beon |                               | um 1615–1602 (1633–1619) v. Chr.    | Vielleicht identisch mit Scheschi. |
| Apachnas |                               | um 1602–1594 (1619–1610) v. Chr.    | Vielleicht identisch mit Jaqobher. |
| Charjan | Seuser-en-Re                  | um 1594–1574 (1610–1590) v. Chr.    | Genaue Einordnung unsicher. Denkmäler Charjans wurden auch in Bagdad, Knossos und Boğazkale gefunden, wohin sie verschleppt oder verschenkt worden waren.                                                                |
| Apopi | 1. Aa-qen-en-Re 2. Aa-user-Re | um 1574–1534 (1590–1549) v. Chr.    | Unter Apopi I. kommt es zum Aufstand der thebanischen 17. Dynastie gegen die Oberherrschaft der Hyksos. Unter seiner Herrschaft entstanden bedeutende Schriften wie die Papyri Ebers, Smith oder Rhind.                  |
| Chamudi (Chalmudi) |                               | um 1534–1522 (1549–1539) v. Chr.    | Chamudi muss die Hyksos-Hauptstadt Auaris dem thebanischen König Ahmose I. überlassen. Die Herrschaft der Hyksos endet damit.                                                                                            |
| 16. Dynastie (lokale Kleinkönige) |                               |                                     | |
| a Anather (Anathaddi) |                               |                                     | Nur auf einem Skarabäus belegt; vermutlich ein Kleinfürst aus Südpalästina. |
| b Aperanat (Useranat) |                               |                                     | Nur auf einem Skarabäus belegt; vermutlich ein Kleinfürst aus Südpalästina. |
| c Semqen |                               |                                     | Nur auf einem Skarabäus belegter Kleinfürst. |
| d Sokarhor |                               |                                     | |
| e Apopi II. | Neb-chepesch-Re               |                                     | Evtl. identisch mit Apopi I. |
| f Scheschi | Maa-ib-Re                     |                                     | Auf Skarabäen von Palästina bis Kerma belegt; vielleicht identisch mit Beon. |
| g Jaqobher (Jaqabhaddu) | Meri-user-Re                  |                                     | Auf Skarabäen bis in den Sudan belegt; evtl. identisch mit Apachnas oder Beon. |
| h Jamu (Jaam) | (Nub-user-Re)                 |                                     | Nur auf Skarabäen bezeugter Herrscher im Delta. |
| i Jaqebmu (Jakabam) | (Secha-en-Re)                 |                                     | Nur durch Skarabäen bezeugt. |
| j Aamu | (Cha-user-Re)                 |                                     | Auf Skarabäen belegter Lokalfürst in Unterägypten. |
| k Pepi III. | Senefer-anch-Re               |                                     | Nur auf Skarabäen belegt. |
| l | Neb-maat-Re                   |                                     | Durch Inschrift auf einer Axt belegt; evtl. mittelägyptischer Kleinkönig. |
| m | Aa-hetep-Re                   |                                     | Nur auf Skarabäen belegt. |
| n | Aa-netjeri-Re                 |                                     | Nur auf einem Skarabäus belegt. |
| o | Mer-ib-Re                     |                                     | Nur auf einem Skarabäus bezeugt. |
| p | Nub-anch-Re                   |                                     | Nur auf Skarabäen bezeugt. |
| q Nikare II. |                               |                                     | Nur auf Skarabäen bezeugt. |
| r | …(?)-ka-Re                    |                                     | Nur im Turiner Königspapyrus bezeugt, Name stark fragmentiert. |
| s | …-ka-Re                       |                                     | Nur im Turiner Königspapyrus bezeugt, Name stark fragmentiert. |
| t | …-ka-Re                       |                                     | Nur im Turiner Königspapyrus bezeugt, Name stark fragmentiert. |
| u Scharek |                               |                                     | Evtl. identisch mit Schalik. |
| v Wadjed |                               |                                     | Nur durch Skarabäen bezeugt. |
| w Qareh (Qur) |                               |                                     | Nur durch Skarabäen bezeugt. |
| x Schenes |                               |                                     | |
| y Inek |                               |                                     | Nur im Turiner Königspapyrus bezeugt, evtl. der 14. Dynastie zuzuordnen. |
| z A… |                               |                                     | Nur im Turiner Königspapyrus bezeugt, Name stark fragmentiert. |
| aa Ap… |                               |                                     | Nur im Turiner Königspapyrus bezeugt, Name stark fragmentiert. |
| 17. Dynastie |                               |                                     | |
| Rahotep | Sechem-Re-wah-chau            | um 1622–1619 v. Chr.                | Einordnung unsicher; vielleicht gehört er auch der 13. Dynastie an. |
| Sobekemsaf I. | Sechem-Re-wadj-chau           | um 1619–1603 v. Chr.                | Er ist durch geringe Bautätigkeit und einige Felsinschriften bezeugt. Sein Grab wurde offenbar erst 1827 geöffnet und beraubt.                                                                                           |
| Djehuti | Sechem-Re-semen-taui          | um 1602–1601 v. Chr.                | Durch einige Blöcke und einen Kanopenkasten bezeugt. |
| Mentuhotepi | Seanch-en-Re                  | um 1601 v. Chr.                     | Sein Machtbereich reichte nicht mehr weit über Theben hinaus. |
| Nebirirau I. | Sewadj-en-Re                  | um 1601–1582 v. Chr.                | Ein früher vermuteter Nachfolger namens Nebereraw II. ist wohl zu streichen. |
| | Semen-en-Re                   | um 1582–1580 v. Chr.                | Nur im Turiner Königspapyrus und durch eine Axt bezeugt. |
| Bebanch | Seuser-en-Re                  | um 1580–1572 v. Chr.                | Wurde früher der 14. oder 16. Dynastie zugeordnet. |
| Sobekemsaf II. | Sechem-Re-sched-taui          | um 1572–1570 v. Chr.                | Vermutlich ein Sohn von Sobekemsaf I. |
| Anjotef V. | Sechem-Re-wep-maat            | um 1570–1560 v. Chr.                | |
| Anjotef VI. | Sechem-Re-heru-Hor-maat       | um 1560 v. Chr.                     | Er war ein Bruder Anjotefs VII. Sein Grab wurde um 1850 ausgeraubt. |
| Anjotef VII. | Nub-cheper-Re                 |                                     | Vielleicht ein Sohn von Sobekemsaf II. Vor allem durch sein Grab in Theben-West, sowie einige Denkmäler aus Karnak und Koptos bekannt.                                                                                   |
| Ahmose | Senacht-en-Re                 | um 1550 v. Chr.                     | Er entstammte offenbar einer anderen Familie als seine Vorgänger. |
| Taaa | Seqen-en-Re                   | um 1545 (1554) v. Chr.              | Vermutlich ein Sohn seines Vorgängers Senachtenre. Er kämpfte gegen die Hyksos und fiel in einer Schlacht. |
| Kamose | Wadj-cheper-Re                | um 1545–1539/30 (1554–1550) v. Chr. | Er setzte den Kampf gegen die Hyksos fort und konnte seinen Machtbereich nach Norden ausdehnen. |
| Heqa-Ptah |                               |                                     | Nur auf einer Stele bezeugt, Einordnung unsicher. |

### Neues Reich
| Pharao                   | Thronname                                             | Regierungszeit                            | Anmerkungen |
| 18. Dynastie             | 18. Dynastie                                          | 18. Dynastie                              | 18. Dynastie |
| ------------------------ | ----------------------------------------------------- | ----------------------------------------- | --- |
| Ahmose I.                | Neb-pechti-Re                                         | 1539–1514 (1550–1525) v. Chr.             | Ahmose gehört verwandtschaftlich noch zur 17. Dynastie. Er vertrieb die Hyksos endgültig aus Ägypten und stellte auch die Herrschaft über Nubien wieder her. Errichtete in Abydos die letzte Königspyramide in Ägypten.                                                                                        |
| Amenophis I.             | Djeser-ka-Re                                          | 1514–1493 (1525–1504) v. Chr.             | Sohn von Ahmose. Er sorgte für eine innenpolitische Festigung des Staates und weitete die Eroberungen in Nubien aus. Er ließ zahlreiche Denkmäler errichten, die sich an denen des Mittleren Reiches orientieren.                                                                                              |
| Thutmosis I.             | Aa-cheper-ka-Re                                       | 1493–1482 (1504–1492) v. Chr.             | Thutmosis I. war mit seinen Vorgängern nicht verwandt, sondern kam durch die Heirat mit einer Prinzessin auf den Thron. Er führte Feldzüge gegen Nubien und Syrien. |
| Thutmosis II.            | Aa-cheper-en-Re                                       | 1482–1479 (1492–1479) v. Chr.             | Er war mit seiner Halbschwester Hatschepsut verheiratet und regierte nur kurz. |
| Hatschepsut              | Maat-ka-Re                                            | 1479–1458 (1479/73–1458/57) v. Chr.       | Königin Hatschepsut regierte zunächst für den noch unmündigen Thutmosis III., machte sich dann aber zur Alleinherrscherin. Auf Reliefs ihres Totentempels in Deir el-Bahari ist eine Expedition nach Punt bezeugt.                                                                                             |
| Thutmosis III.           | Men-cheper-Re                                         | 1458–1426 (1479–1425) v. Chr.             | Thutmosis III. kam erst nach dem Tod seiner Stiefmutter Hatschepsut an die Macht. Er unternahm zahlreiche Feldzüge nach Vorderasien. Unter ihm hatte Ägypten seine größte Ausdehnung. |
| Amenophis II.            | Aa-cheperu-Re                                         | 1426–1400 (1428–1397) v. Chr.             | Amenophis II. war ein Sohn von Thutmosis III. und etwa zwei Jahre lang dessen Mitregent. Er unternahm mehrere Feldzüge in den syrisch-palästinischen Raum. |
| Thutmosis IV.            | Men-cheperu-Re                                        | 1400–1390 (1397–1388) v. Chr.             | Er befreite die Große Sphinx von Gizeh vom Wüstensand und errichtete die berühmte Sphinxstele. |
| Amenophis III.           | Neb-maat-Re                                           | 1390–1353 (1388–1351/50) v. Chr.          | Amenophis III. pflegte diplomatische Beziehungen zu Mittani und unternahm Feldzüge nach Nubien. Seine Bautätigkeit war gewaltig, von ihm stammt bspw. der Hauptteil des Luxor-Tempels und sein Totentempel in Theben-West, als dessen einzige Überreste heute nur noch die berühmten Memnonkolosse übrig sind. |
| Amenophis IV. (Echnaton) | Nefer-cheperu-Re-wa-en-Re                             | 1353–1336 (1351–1334) v. Chr.             | Echnaton gründete mit der Verehrung des Aton als einzigen Gott die erste bekannte monotheistische Religion der Weltgeschichte. In Amarna ließ er die neue Residenz „Achet-Aton“ (Horizont des Aton) errichten. Nach seinem Tod wurde die Erinnerung an ihn ausgelöscht.                                        |
| Neferneferuaton          | Anchet-cheperu-Re (merit-wa-en-Re)                    | 1336–1335 v. Chr.                         | Einordnung als regierende Königin; Identifikation als Meritaton (nach Rolf Krauss) oder Nofretete ist jedoch umstritten. |
| Semenchkare              | Anch-cheperu-Re                                       | 1335–1332 (1337–1333) v. Chr.             | Ein König, über den fast nichts bekannt ist. Vielleicht war er lediglich ein Mitregent Echnatons. |
| Tutanchamun              | Neb-cheperu-Re                                        | 1332–1323 (1333–1323) v. Chr.             | Tutanchamun erlangte vor allem durch sein Grab Berühmtheit. Er verlegte die Residenz von Amarna nach Memphis und restaurierte die alte Religion. Sein früher Tod ist bis heute Anlass zahlreicher Spekulationen.                                                                                               |
| Eje II.                  | Cheper-cheperu-Re                                     | 1323–1319 v. Chr.                         | Vielleicht Vater der Nofretete und somit Schwiegervater Echnatons; Wesir unter Tutanchamun. |
| Haremhab (Horemheb)      | Djeser-cheperu-Re-setep-en-Re                         | 1319–1292 v. Chr.                         | Haremhab war nicht-königlicher Herkunft und ist unter Tutanchamun als Oberbefehlshaber des Heeres bezeugt. |
| 19. Dynastie             |                                                       |                                           | |
| Ramses I. (Ramesse I.)   | Men-pechti-Re                                         | 1292–1290 v. Chr.                         | Vermutlich General und Wesir unter Haremhab. |
| Sethos I. (Sethi I.)     | Men-maat-Re                                           | 1290–1279 (1290–1279/78) v. Chr.          | Sethos I. unternahm Feldzüge nach Syrien und gegen die Libyer. Seine Bautätigkeit war sehr umfangreich. In Abydos entstand dessen Totentempel mit der berühmten Königsliste. |
| Ramses II.               | User-maat-Re                                          | 1279–1213 v. Chr.                         | Ramses II. war einer der bedeutendsten Pharaonen. Nach Konflikten mit den Hethitern wurde unter dessen Herrschaft der erste bekannte Friedensvertrag der Weltgeschichte verfasst. Seine Bautätigkeit war die umfangreichste aller Pharaonen.                                                                   |
| Merenptah                | Ba-en-Re-meri-Amun                                    | 1213–1204 (1213–1203) v. Chr.             | Merenptah wehrte erfolgreich Angriffe der Libyer und Seevölker ab. Ein Volk namens Israel wurde unter seiner Herrschaft erstmals erwähnt. |
| Sethos II.               | User-chepru-Re-setep-en-Re                            | 1204–1198 (1200/1199–1194/93) v. Chr. (?) | Dessen Regierungszeit entstammen einige wichtige Papyri. |
| Amenmesse                | Men-mi-Re-setep-en-Re                                 | 1203–1200 (1203–1200/1199) v. Chr. (?)    | Die genaue Einordnung dieses Pharaos ist unklar. Vielleicht war er ein Gegenkönig während der Regentschaft Sethos’ II. |
| Siptah                   | 1. Secha-en-Re-meri-Amun 2. Ach-en-Re-setep-en-Re     | 1198–1193 (1194/93–1186/85) v. Chr.       | 1. Thronname: 1. bis 2. Regierungsjahr 2. Thronname: 2. bis 6. Regierungsjahr |
| Tausret                  | Sat-Re-meri-Amun                                      | 1193–1190 (1194/93–1186/85) v. Chr.       | Tausret war die Gemahlin von Sethos II., die bereits für den noch unmündigen Stiefsohn Siptah regierte und nach dessen frühem Tod die Alleinherrschaft übernahm. |
| 20. Dynastie             |                                                       |                                           | |
| Sethnacht                | User-chau-Re-setep-en-Re-meri-Amun                    | 1190–1187 (1186/85–1183/82) v. Chr.       | Er hatte wahrscheinlich schon gegen die Regentschaft Tausrets opponiert und gelangte nach deren Tod kurzzeitig auf den Thron. |
| Ramses III.              | User-maat-Re-meri-Amun                                | 1187–1156 (1183/82–1152/51) v. Chr.       | Ramses III. führte Krieg gegen die Libyer und Seevölker. Er fiel der Verschwörung einiger Mitglieder seines Hofstaates zum Opfer. |
| Ramses IV.               | User-maat-Re-setep-en-Amun Heqa-maat-Re-setep-en-Amun | 1156–1150 (1152/51–1145/44) v. Chr.       | Zweiter Thronname ab 2. Regierungsjahr. Er konnte sich gegen die Verschwörer, die den Vater ermordet hatten, durchsetzen. Der Prozess gegen sie ist in mehreren Papyri überliefert. |
| Ramses V.                | User-maat-Re-secheper-en-Re                           | 1150–1145 (1145/44–1142/40) v. Chr.       | Aus dessen Regierungszeit sind einige bedeutende Papyri, insbesondere zur Rechtsgeschichte, überliefert. |
| Ramses VI.               | Neb-maat-Re-meri-Amun                                 | 1145–1137 (1142/40–1134/32) v. Chr.       | In dessen erstem Regierungsjahr fielen vermutlich Libyer in Ägypten ein. |
| Ramses VII.              | User-maat-Re-setep-en-Re                              | 1137–1129 (1134/32–1126/23) v. Chr.       | Dokumente aus Deir el-Medina bezeugen eine wirtschaftliche Krise während dessen Regierungszeit. |
| Ramses VIII.             | User-maat-Re-ach-en-Amun                              | 1128 (1126/23–1125/21) v. Chr.            | Er ist nur aus Medinet Habu und durch einige Kleinobjekte bezeugt. |
| Ramses IX.               | Nefer-ka-Re-setep-en-Re                               | 1127–1109 (1125/21–1107/03) v. Chr.       | Unter dessen Herrschaft hielt die Wirtschaftskrise an; es kam zu Plünderungen von Nekropolen. |
| Ramses X.                | Cheper-maat-Re-setep-en-Re                            | 1109–1105 (1107/03–1103/1099) v. Chr.     | Sohn oder Schwiegersohn Ramses’ IX. |
| Ramses XI.               | Men-maat-Re-setep-en-Ptah                             | 1105–1076/70? (1103/1099–1070/69) v. Chr. | Die anhaltende Wirtschaftskrise mündete unter dessen Herrschaft in einen Bürgerkrieg. |

### Dritte Zwischenzeit
| Pharao                                                                                             | Thronname                     | Regierungszeit                       | Anmerkungen |
| 21. Dynastie                                                                                       | 21. Dynastie                  | 21. Dynastie                         | 21. Dynastie |
| -------------------------------------------------------------------------------------------------- | ----------------------------- | ------------------------------------ | --- |
| Smendes I.                                                                                         | Hedj-cheper-Re                | 1069–1043 v. Chr.                    | im Norden 1080–1069? v. Chr. |
| Amenemnesut                                                                                        | Nefer-ka-Re                   | 1043–1039 v. Chr.                    | Zeitgenössisch nur im Grab seines Nachfolgers Psusennes I. bezeugt. |
| Psusennes I.                                                                                       | Aa-cheper-Re                  | 1039–991 v. Chr.                     | Vor allem durch sein unberaubtes Grab in Tanis bekannt. |
| Amenemope                                                                                          | User-maat-Re                  | 993–984 v. Chr.                      | In seinem Grab wurden wertvolle Beigaben gefunden. |
| Osochor                                                                                            | Aa-cheper-Re                  | 984–978 v. Chr.                      | Er wird auch „Osorkon der Ältere“ genannt und war wahrscheinlich libyscher Herkunft. |
| Siamun                                                                                             | Netjeri-cheper-Re             | 978–959 v. Chr.                      | Trug als erster Herrscher den Königstitel „Pharao“. |
| Psusennes II.                                                                                      | Tit-cheperu-Re                | 959–945 v. Chr.                      | Über ihn ist fast nichts bekannt. Vielleicht ist er mit dem Hohepriester Psusennes III. identisch. |
| Hohepriester der ausgehenden 20. und 21. Dynastie                                                  |                               |                                      | |
| Pianch                                                                                             |                               | 1087–1075 v. Chr.                    | Ein General der ausgehenden 20. Dynastie. |
| Herihor                                                                                            |                               | 1076–1066 v. Chr.                    | Oberbefehlshaber des Heeres, Vizekönig von Kusch und Wesir während des Überganges von der 20. zur 21. Dynastie.                                                                                                   |
| Pinudjem I.                                                                                        | Cheper-chau-Re                | 1070–1055 v. Chr.                    | König 1070/54–1032 v. Chr. |
| Masaharta                                                                                          |                               | 1054–1046 v. Chr.                    | Sohn Pinudjems I. |
| Djedchonsiuefanch                                                                                  |                               | 1046–1045 v. Chr.                    | Sohn Pinudjems I. |
| Mencheperre                                                                                        | Hem-netjer-tepi-en-Amun       | 1045–992 v. Chr.                     | Sohn Pinudjems I. |
| Smendes II.                                                                                        |                               | 992–990 v. Chr.                      | Enkel Psusennes’ I. |
| Pinudjem II.                                                                                       |                               | 990–969 v. Chr.                      | Bruder von Smendes II. |
| Psusennes III.                                                                                     |                               | 969–945 v. Chr.                      | Vielleicht identisch mit Psusennes II. |
| 22. Dynastie                                                                                       |                               |                                      | |
| Scheschonq I.                                                                                      | Hedj-cheper-Re                | um 946–924 v. Chr.                   | Unternahm einen Feldzug nach Palästina und plünderte den Tempel von Jerusalem. |
| Osorkon I.                                                                                         | Sechem-cheper-Re              | um 925–890 v. Chr.                   | Von ihm sind reiche Schenkungen an die ägyptischen Tempel und Handelsbeziehungen nach Syrien bezeugt. |
| Takelot I.                                                                                         | Hedj-cheper-Re                | um 890–877 v. Chr.                   | Zeitgenössisch nicht eindeutig belegt. |
| Scheschonq II.                                                                                     | Heka-cheper-Re                | um 924 v. Chr.                       | Hohepriester des Amun in Theben und später Mitregent seines Vaters Osorkons I. |
| Osorkon II.                                                                                        | User-maat-Re                  | 880/879–852/851 v. Chr.              | Er unterstützte die Staaten Syrien-Palästinas im Kampf gegen Assyrien. Mitregent von Takelot I. ab etwa 886/885 v. Chr.                                                                                           |
| Harsiese I.                                                                                        | Hedj-cheper-Re-setep-en-Amun  | 870–860 v. Chr.                      | Hohepriester des Amun in Theben und Gegenkönig |
| Oberägyptische Linie der 22. Dynastie                                                              |                               |                                      | |
| Takelot II.                                                                                        | Hedj-cheper-Re                | 852/851–831/830 v. Chr.              | Er setzte seinen Sohn Osorkon als Hohepriester in Theben ein, was zur Konfrontation mit Harsiese II. führte. Takelot II. kam im 23. Regierungsjahr von Osorkon II. um 856/855 v. Chr. als Mitregent an die Macht. |
| Auput I.                                                                                           |                               | 831/830–? v. Chr.                    | Ein unbedeutender Kleinkönig in Theben. |
| Osorkon III.                                                                                       | User-maat-Re                  | 790–762 v. Chr.                      | Zu seiner Regierungszeit ereignete sich eine außergewöhnlich hohe Nilflut. |
| Takelot III.                                                                                       | User-maat-Re                  | 762–754 v. Chr.                      | Ursprünglich Hohepriester des Amun in Theben. |
| a Ini                                                                                              |                               | 754–749 v. Chr.                      | nur durch ein Graffito im Month-Tempel von Karnak bezeugt. Nach D. A. Aston wäre er der Nachfolger Rudjamuns in der Thebanischen 23. Dynastie.                                                                    |
| b Pajeftjauemauibastet                                                                             |                               | 749–727 v. Chr.                      | Lokalkönig von Herakleopolis; wird von Aston zur Thebanischen 23. Dynastie gerechnet. |
| Scheschonq VI.                                                                                     |                               | 727–715 v. Chr.                      | Existenz unsicher. |
| Unterägyptische Linie der 22. Dynastie                                                             |                               |                                      | |
| Scheschonq III.                                                                                    | User-maat-Re                  | 863–825/813 v. Chr.                  | Durch einige Bauprojekte im Delta bezeugt. |
| Scheschonq IIIa.                                                                                   |                               | evtl. 825–813 v. Chr.                | Existenz unsicher. |
| Pami                                                                                               | User-maat-Re                  | 813–804 v. Chr.                      | Am Ende seiner Regierungszeit kam es offenbar zu einer Hungersnot. |
| Scheschonq V.                                                                                      | Aa-cheper-Re/Aa-cheperu (-Re) | 804–767 v. Chr.                      | Aus seinen späteren Regierungsjahren sind größere Baumaßnahmen in Tanis bezeugt. |
| Petubastis II.                                                                                     |                               | 767–732/730 v. Chr.                  | |
| Osorkon IV.                                                                                        | Aa-cheper-Re-setep-en-Amun    | 732/730–715/713 v. Chr.              | Er unterwarf sich dem Kuschiten Pije. |
| 23. Dynastie                                                                                       |                               |                                      | |
| Petubastis I.                                                                                      | User-maat-Re-setep-en-Amun    | 856/855–831/830 v. Chr.              | Gegner von Takelot II., Scheschonq III. und Osorkon, Sohn des Takelot II. |
| Scheschonq IV.                                                                                     | User-maat-Re                  | 831/830–825/824 v. Chr.              | Existenz unsicher. |
| Rudjamun                                                                                           | User-maat-Re                  | 759–754 v. Chr.                      | Durch geringe Bautätigkeit in Karnak und Medinet Habu bezeugt. |
| Iupet II.                                                                                          |                               | 753–730 v. Chr.                      | Iupet II. war ein Gegner des Pije, dem er sich aber schließlich unterwarf. |
| 24. Dynastie                                                                                       |                               |                                      | |
| Tefnachte                                                                                          | Schepses-Re                   | 727–720 v. Chr.                      | Ursprünglich Lokalkönig von Sais, dann Gründer der 24. Dynastie. |
| Bakenrenef (Bokchoris)                                                                             | Wah-ka-Re                     | 720–716 v. Chr.                      | Zeitgenössisch nur durch einige Stelen und Skarabäen bezeugt. |
| 25. Dynastie (Kuschiten)                                                                           |                               |                                      | |
| Alara                                                                                              |                               | 780–760 v. Chr.                      | Zeitgenössisch nicht belegt, regierte wohl noch nicht in Ägypten selbst. Vielleicht identisch mit Aryamani. |
| Kaschta                                                                                            | Maa-Re                        | 760–746 v. Chr.                      | Eroberte Unternubien und Ägypten bis Assuan. |
| Pije                                                                                               | User-maat-Re/Senefer-Re       | 746–716 v. Chr.                      | Setzte die Feldzüge seiner Vorgänger fort und eroberte Ägypten vollständig. |
| Schebitko (Schabataka)                                                                             | Djed-kau-Re/Djed-ka-Re        | 716–707/706 v. Chr.                  | Verlor in Palästina eine Schlacht gegen die Assyrer. Die ältere Forschung sah ihn als Nachfolger von Schabaka. |
| Schabaka                                                                                           | Nefer-ka-Re                   | 707/706–691 v. Chr.                  | Erster Kuschitenkönig, der in Ägypten residierte. |
| Taharqa                                                                                            | Chui-nefertem-Re              | 691–664 v. Chr.                      | Seine Regierungszeit war geprägt vom Kampf gegen die Assyrer, welche 667/66 Nordägypten bis nach Theben einnahmen.                                                                                                |
| Tanotamun                                                                                          | Ba-ka-Re                      | 664–657 v. Chr.                      | Kurzzeitige Rückeroberung Nordägyptens. |
| Hohepriester des Amun                                                                              |                               |                                      | |
| Iupet                                                                                              |                               | 944–924 v. Chr.                      | Sohn Scheschonqs I. |
| Scheschonq II.                                                                                     | Maa-cheper-Re-setep-en-Re     | 924–894 v. Chr.                      | In späteren Jahren ein König der 22. Dynastie. |
| Iuwelot                                                                                            |                               | 894–884 v. Chr.                      | Sohn Osorkons I. |
| Smendes III.                                                                                       |                               | 884–874 v. Chr.                      | Sohn Osorkons I. |
| Harsiese I.                                                                                        | Hedj-cheper-Re-setep-en-Amun  | 874–860 v. Chr.                      | Sohn Scheschonqs II. |
| …diu…                                                                                              |                               | 860–855 v. Chr.                      | Sohn Harsieses I.; Name nur fragmentarisch erhalten. |
| Namilt (II.)                                                                                       |                               | 855–840 oder 855–845 v. Chr.         | Sohn Osorkons II. |
| Takelot                                                                                            |                               | 845–840 v. Chr.                      | Sohn Namilts (II.), vielleicht identisch mit dem Takelot, der auf Harsiese II. folgte. |
| Osorkon (Prinz)                                                                                    |                               | 840–785 v. Chr.                      | Vielleicht identisch mit Osorkon III. |
| Harsiese II.                                                                                       |                               | 835–800 v. Chr.                      | Vielleicht ein Enkel von Harsiese I. |
| Takelot                                                                                            |                               | 800–775 v. Chr.                      | Sohn Namilts (II.), vielleicht identisch mit dessen Nachfolger, andernfalls ein jüngerer Sohn gleichen Namens. |
| unklar                                                                                             |                               | 775–765 v. Chr.                      | |
| Takelot III.                                                                                       |                               | 765–754 v. Chr.                      | Später ein König der 23. Dynastie. |
| Zwischen 754 und 704 v. Chr. gab es entweder zwei unbekannte Hohepriester oder das Amt war vakant. |                               |                                      | |
| Haremachet                                                                                         |                               | 704–660 v. Chr.                      | Sohn des Schabaka. |
| Harchebi                                                                                           |                               | 660–644 v. Chr.                      | Sohn Haremachets. |
| Zwischen 644 und 595 v. Chr. gab es entweder zwei unbekannte Hohepriester oder das Amt war vakant. |                               |                                      | |
| Anchnesneferibre                                                                                   | Hekat-neferu-Mut              | 595–560 v. Chr.                      | Gottesgemahlin des Amun. |
| Nitokris II.                                                                                       |                               | 560–550 v. Chr.                      | Tochter Amasis’ |
| Gottesgemahlinnen                                                                                  |                               |                                      | |
| Karomama-Meritmut I.                                                                               |                               | 870–840 v. Chr.                      | Vielleicht Tochter Harsieses I. |
| Taschacheper                                                                                       |                               | um 770 v. Chr.?                      | |
| Schepenupet I.                                                                                     | Chenem (-et) -ibimen          | 754–714 v. Chr.                      | Tochter Osorkons III. |
| Amenirdis I.                                                                                       | Chat-neferu-Mut               | 740–700 v. Chr.                      | Tochter des Kaschta. |
| Schepenupet II.                                                                                    | Henut-neferu-Mut              | 710–650 v. Chr.                      | Tochter des Pije. |
| Amenirdis II.                                                                                      |                               | 670–640 v. Chr.                      | Tochter des Taharqa. |
| Nitokris I.                                                                                        | Neb(-et)-neferu-Mut           | 656–595 v. Chr.                      | Tochter des Psammetich I. |
| Anchnesneferibre                                                                                   | Hekat-neferu-Mut              | 595–525 v. Chr.                      | 595–560 v. Chr. gleichzeitig Hohepriesterin des Amun. |
| Lokalkönigtümer                                                                                    |                               |                                      | |
| siehe Lokalkönigtümer der Dritten Zwischenzeit                                                     |                               |                                      | |
| Assyrerherrschaft                                                                                  |                               |                                      | |
| Asarhaddon                                                                                         |                               | 681–669 (in Ägypten ab 671) v. Chr.  | Die anti-assyrische Politik der kuschitischen 25. Dynastie veranlasste ihn zum Angriff auf Ägypten. Es gelang ihm, das Delta zu erobern.                                                                          |
| Assurbanipal                                                                                       |                               | 669–627 (in Ägypten bis 664) v. Chr. | Nach dem Tod Asarhaddons nahm Assurbanipal die Eroberungszüge in Ägypten wieder auf und vertrieb die Kuschiten endgültig.                                                                                         |

### Spätzeit
| Pharao                             | Thronname                   | Regierungszeit            | Anmerkungen |
| 26. Dynastie (Saïtenzeit)          | 26. Dynastie (Saïtenzeit)   | 26. Dynastie (Saïtenzeit) | 26. Dynastie (Saïtenzeit) |
| ---------------------------------- | --------------------------- | ------------------------- | --- |
| Psammetich I.                      | Wah-ib-Re                   | 664–610 v. Chr.           | Verlegte die Hauptstadt von Memphis nach Saïs. Unterstützte Assur gegen die Meder und Skythen. |
| Necho II.                          | Wehem-ib-Re                 | 610–595 v. Chr.           | Baute erstmals in der ägyptischen Geschichte eine Seestreitmacht auf. Ließ einen Kanal zwischen dem Nil und dem Roten Meer anlegen.                                                                            |
| Psammetich II.                     | Nefer-ib-Re                 | 595–589 v. Chr.           | Führte einen Krieg gegen Nubien und zerstörte die Monumente der Kuschitenkönige und seines Vaters Necho II. |
| Apries                             | Haa-ib-Re                   | 589–570 v. Chr.           | Nach militärischen Misserfolgen in Palästina und Libyen Aufstand unter Amasis. |
| Amasis                             | Chnum-ib-Re                 | 570–526 v. Chr.           | Führte Ägypten zu einer neuen kulturellen und wirtschaftlichen Blüte. |
| Psammetich III.                    | Anch-ka-en-Re               | 526–525 v. Chr.           | Regierte nur ca. 6 Monate. Wurde von Kambyses II. bei Pelusion besiegt. |
| 27. Dynastie (1. Perserherrschaft) |                             |                           | |
| Kambyses II.                       | Mestiu-Re                   | 525–522 v. Chr.           | Sohn von Kyros II. Eroberte Ägypten und gliederte es dem Persischen Reich ein. |
| Petubastis IV. Seheribre           | Seher-ib-Re/Seheru-ib-Re    |                           | Gegenkönig zu Beginn der 27. Dynastie, genaue Einordnung unsicher. |
| Dareios I.                         | 1. Setut-Re 2. Meri-imen-Re | 521–486 v. Chr.           | Neben Kyros dem Großen berühmtester Perserkönig. Förderer der Künste und geschickter Reformer. |
| Psammetich IV.                     |                             | um 486 v. Chr.            | laut einiger demotischen Urkunden aus Diospolis Parva |
| Xerxes I.                          |                             | 486–466 v. Chr.           | Scheiterte an der Eroberung Griechenlands. |
| Artaxerxes I.                      |                             | 465–424 v. Chr.           | Besiegte in der Schlacht bei Papremis ein vereintes Heer aus Ägyptern, Libyern und Griechen. |
| Inaros II.                         |                             |                           | Gegenkönig libyscher Herkunft. |
| Xerxes II.                         |                             | 424–423 v. Chr.           | Wurde im Schlaf von Sogdianos ermordet. |
| Sogdianos                          |                             | 423 v. Chr.               | Wurde von Dareios II. gefangenen genommen und hingerichtet. |
| Dareios II.                        |                             | 423–404 v. Chr.           | Unter ihm erlangte Ägypten mit griechischer Unterstützung die Unabhängigkeit. |
| Artaxerxes II.                     |                             | 404–402 v. Chr.           | Er wurde noch bis 402 v. Chr. im Süden Ägyptens als Pharao anerkannt. |
| 28. Dynastie                       |                             |                           | |
| Amyrtaios (Psammetich V.)          |                             | 404–399 v. Chr.           | Einziger Pharao der 28. Dynastie. Wurde zunächst nur in Unterägypten anerkannt, ab 400 v. Chr. auch in Oberägypten.                                                                                            |
| 29. Dynastie                       |                             |                           | |
| Nepherites I.                      | Ba-en-Re                    | 399–393 v. Chr.           | Unterstützte Sparta im Krieg gegen Persien. |
| Muthis                             |                             | 393–392 v. Chr. ?         | Nach Manetho als Muthis sowie nach demotischer Chronik Sohn von Nepherites I. |
| Hakor                              | Chenem-maat-Re              | 393–380 v. Chr. ?         | Betrieb eine antipersische Politik. |
| Psammuthis                         | User-Re                     | 393–392 v. Chr. ?         | Gegenkönig. |
| Nepherites II.                     |                             | 380 v. Chr.               | Regierte nur 4 Monate. |
| 30. Dynastie                       |                             |                           | |
| Nektanebos I.                      | Cheper-ka-Re                | 379–360 v. Chr.           | Er setzte Nepherites II. als Herrscher ab. 373 v. Chr. gelang ihm die Abwehr eines persischen Invasionsversuchs.                                                                                               |
| Djedhor/Tachos                     | Iri-maat-en-Re              | 360–359 v. Chr.           | Er eroberte mit Hilfe griechischer Söldner Palästina und Syrien zurück. |
| Nektanebos II.                     | Senedjem-ib-Re              | 359–341 v. Chr.           | Nektanebos II. unterstützte Aufstände gegen die Perser, welche dennoch ab Winter 342/341 Ägypten schrittweise erobern.                                                                                         |
| 31. Dynastie (2. Perserherrschaft) |                             |                           | |
| Artaxerxes III.                    |                             | 341–338 v. Chr.           | Ihm gelang es, Ägypten für kurze Zeit wieder in das persische Reich einzugliedern. Er ließ Münzen prägen, auf denen er sich als Pharao bezeichnete. Artaxerxes wurde durch seinen Heerführer Bagoas vergiftet. |
| Arses                              |                             | 338–336 v. Chr.           | Arses wurde nach dem Giftmord an seinem Vater von Bagoas als neuer Großkönig eingesetzt, später aber ebenfalls vergiftet.                                                                                      |
| Chabbasch                          | Senen-Tenen                 | 338–336 v. Chr.           | Gegenkönig. Seine Herrschaft wird manchmal als „32. Dynastie“ bezeichnet. |
| Dareios III.                       |                             | 336–332 v. Chr.           | Sein Satrap Mazakes übergab 332 v. Chr. Ägypten kampflos Alexander dem Großen, der Dareios ein Jahr später endgültig besiegte.                                                                                 |

### Griechisch-römische Zeit
| Pharao | Thronname                                                                           | Regierungszeit | Anmerkungen |
| Argeaden | Argeaden                                                                            | Argeaden | Argeaden |
| --- | ----------------------------------------------------------------------------------- | --- | --- |
| Alexander III. der Große | Meri-Amun-setep-en-Re                                                               | 332–323 v. Chr. | Eroberte auf seinem Zug Ägypten und gründete Alexandria. |
| Philipp III. Arrhidaios | Meri-Amun-setep-en-Re                                                               | 323–317 v. Chr. | Halbbruder Alexanders. Galt als schwachsinnig. Von Olympias ermordet.                                                                                            |
| Alexander IV. Aigos | Haa-ib-Re-setep-en-Amun                                                             | 317–310 v. Chr. | Sohn Alexanders. Von Kassandros ermordet. |
| Interregnum von 310 bis 306 v. Chr. |                                                                                     | | |
| Ptolemäer |                                                                                     | | |
| Ptolemaios I. Soter | Meri-Amun-setep-en-Re                                                               | 323–306 v. Chr. (Satrap von Ägypten) 306–283 v. Chr. (König) | Einer der Generäle Alexanders des Großen und Diadoche. Begründer der Ptolemäischen Dynastie. Erbauer der Bibliothek von Alexandria.                              |
| Magas |                                                                                     | 300–ca. 250 v. Chr. | Unabhängiger König von Kyrene. Führte Kyrene zur kulturellen Blüte.                                                                                              |
| Ptolemaios II. Philadelphos | User-ka-en-Re-meri-Amun                                                             | 285–283 v. Chr. (Mitregent) 283–246 v. Chr. (Alleinherrscher) | Behauptete Ägyptens Stellung im ersten und zweiten Syrischen Krieg. Erbauer des Leuchtturms von Alexandria                                                       |
| Demetrios der Schöne |                                                                                     | 250–249/248 v. Chr. | Nachfolger des Magas. Wurde nach einer Affäre mit Apame (Witwe des Magas) von der kyrenischen Bevölkerung ermordet.                                              |
| Ptolemaios III. Euergetes | Iua-en-netjerui-senui-sechem-anch-Re-setep-Amun                                     | 248–246 v. Chr. (König von Kyrene) 246–222 v. Chr. (Alleinherrscher)                                                                                                 | Nach dem Dritten Syrischen Krieg größte Ausdehnung des Ptolemäerreichs.                                                                                          |
| Ptolemaios IV. Philopator | Iua-en-netjerui-men-chui-setep-Ptah-user-ka-Re                                      | 222–205 v. Chr. | Siegte in der Schlacht bei Raphia über Antiochos III. |
| | Harwennefer                                                                         | 206–200 v. Chr. | Gegenkönig in Oberägypten; regierte in Theben; von der Amunpriesterschaft anerkannt.                                                                             |
| Ptolemaios V. Epiphanes | Iua-en-netjerui-meruj-it-setep-Ptah-user-ka-Re                                      | 205–180 v. Chr. | Die ptolemäischen Besitzungen in Europa, Kleinasien und Syrien gingen verloren. Von den eigenen Höflingen vergiftet.                                             |
| | Anchwennefer                                                                        | 200–186 v. Chr. | Nachfolger (möglicherweise sogar der Sohn) des Harwennefer. Nach der Niederlage gegen Komanos gefangen genommen und hingerichtet.                                |
| Ptolemaios VI. Philometor | Iua-en-netjerui-perui-setep-en-Ptah-chepri-iri-maat-en-Amun-Re                      | 180–164 v. Chr. 163–145 v. Chr. | Begann mit dem Bau der Tempelanlagen von Philae. Fiel in der Schlacht am Oinoparas.                                                                              |
| Antiochos IV. Epiphanes |                                                                                     | 168 v. Chr. | Seleukidischer König. Am Tag von Eleusis von den Römern zum Abzug gezwungen.                                                                                     |
| Ptolemaios Eupator |                                                                                     | 152 v. Chr. (Mitregent) | Ältester Sohn des Ptolemaios VI. Starb im Sommer 152 v. Chr. |
| Ptolemaios VII. Neos Philopator |                                                                                     | 145 v. Chr. | Sohn von Ptolemaios VI. Von seinem Onkel Ptolemaios VIII. ermordet.                                                                                              |
| Ptolemaios VIII. Euergetes II. |                                                                                     | 170–164 v. Chr. (Mitregent) 164/163 v. Chr. (Alleinherrscher) 163–145 v. Chr. (König von Kyrene) 145–131 v. Chr. (Alleinherrscher) 128–116 v. Chr. (Alleinherrscher) | Vertrieb Juden und Intellektuelle aus Alexandria. Führte einen Bürgerkrieg (132–124 v. Chr.) gegen Kleopatra II. Ließ seinen Sohn Ptolemaios Memphites ermorden. |
| Kleopatra II. |                                                                                     | 170–164 v. Chr. (Mitregentin) 131–128 v. Chr. 116/115 v. Chr. | Heiratete ihre beiden Brüder Ptolemaios VI. und Ptolemaios VIII. Nachdem letzterer ihre Tochter zur Frau genommen hatte, kam es zum Bürgerkrieg.                 |
| Harsiese |                                                                                     | 131–130 v. Chr. | Gegenkönig in Theben. Letzter Altägypter, der den Pharaonentitel trug.                                                                                           |
| Ptolemaios IX. Sotêr II. |                                                                                     | 116–107 v. Chr. 106–88 v. Chr. (König von Zypern) 88–81 v. Chr. | Von Kleopatra III. nach Zypern vertrieben. Führte gegen Alexander Jannäus Krieg.                                                                                 |
| Kleopatra III. |                                                                                     | 116–107 v. Chr. (Mitregentin) 107–101 v. Chr. | Griff in den seleukidischen Familienstreit ein. Von ihrem Sohn Ptolemaios X. ermordet.                                                                           |
| Ptolemaios X. Alexander I. |                                                                                     | 110–107 v. Chr. (König von Zypern) 107–101 v. Chr. (Mitregent) 101–88 v. Chr. (Alleinherrscher)                                                                      | Von Ptolemaios IX. vertrieben. Kam beim Versuch um, Zypern zu erobern.                                                                                           |
| Ptolemaios Apion |                                                                                     | 100–96 v. Chr. | König von Kyrene. Auch als Ptolemaios IX. bezeichnet. Vererbt sein Reich den Römern.                                                                             |
| Kleopatra Berenike III. |                                                                                     | 81–80 v. Chr. | Tochter des Ptolemaios IX. Von Ptolemaios XI. ermordet. |
| Ptolemaios XI. Alexander II. |                                                                                     | 80 v. Chr. | Sohn des Ptolemaios X. Regierte nur wenige Tage. Von einer aufgebrachten Menge erschlagen.                                                                       |
| Ptolemaios XII. Neos Dionysos | Iua-en-pa-netjer-nehem-setep-en-Ptah-iri-maat                                       | 80–58 v. Chr. 55–51 v. Chr. | Unehelicher Sohn von Ptolemaios IX. Vom römischen Senat als amicus et socius populi Romani anerkannt.                                                            |
| Ptolemaios von Zypern |                                                                                     | 80–58 v. Chr. | Unter ihm und seinem Bruder Ptolemaios XII. kam es zur Teilung des Reiches. Beging Selbstmord nach der Eroberung Zyperns durch die Römer.                        |
| Berenike IV. |                                                                                     | 58–55 v. Chr. | Halbschwester Kleopatras. Entthronte ihren Vater Ptolemaios XII. Von diesem später ermordet.                                                                     |
| Kleopatra VI. |                                                                                     | 58/57 v. Chr. (Mitregentin) | Regierte kurz mit Berenike IV. 58/57 v. Chr. |
| Archelaos |                                                                                     | 56/55 v. Chr. (Mitregent) | Gemahl von Berenike IV. Fiel in der Schlacht gegen Aulus Gabinius.                                                                                               |
| Kleopatra VII. |                                                                                     | 52/51 v. Chr. (Mitregentin) 51–30 v. Chr. | Geliebte Caesars und Antonius’. Freitod nach der Einnahme Alexandrias durch Augustus.                                                                            |
| Ptolemaios XIII. |                                                                                     | 50–47 v. Chr. (Mitregent) | Bruder der Kleopatra VII. Ertrank auf der Flucht im Nil. |
| Arsinoe IV. |                                                                                     | 48/47 v. Chr. | Gegenkönigin. Schwester der Kleopatra VII. Von Caesar nach dem Alexandrinischen Krieg gefangen genommen.                                                         |
| Ptolemaios XIV. |                                                                                     | 48/47 v. Chr. (König von Zypern) 47–44 v. Chr. (Mitregent) | Bruder der Kleopatra VII. Von ihr ermordet. |
| Ptolemaios XV. Kaisarion | Iua-pa-netjer-neti-nehem-setep-en-Ptah-iri-maat-Re-sechem-(anch)-Amun               | 44–30 v. Chr. (Mitregent) | Sohn von Caesar. Mit 3 Jahren zum Mitregenten seiner Mutter Kleopatra VII. ernannt. Auf Befehl des Augustus ermordet.                                            |
| Römische Kaiser |                                                                                     | | |
| Diese Tabelle enthält nur die Kaiser, die auch in Ägypten hieroglyphisch bezeugt sind. Für eine vollständige Übersicht siehe Liste der römischen Kaiser der Antike. |                                                                                     | | |
| Augustus | 1. Heka-hekau-setep-en-Ptah 2. Autokrator                                           | 27 v. Chr.–14 n. Chr. | Nahm 30 v. Chr. Alexandria ein, machte Ägypten zu einer römischen Provinz.                                                                                       |
| Tiberius |                                                                                     | 14–37 n. Chr. | Ließ 19 n. Chr. den Isis-Kult in Rom verfolgen. |
| Caligula | Autokrator Heka-hekau-meri-Ptah-aset                                                | 37–41 n. Chr. | Übernahm den Isis-Kult in die römische Staatsreligion; Judenverfolgung um 38 n. Chr.; Hinrichtung von Ptolemaios von Mauretanien um 40 n. Chr.                   |
| Claudius | 1. Autokrator Heka-hekau-meri-aset-Ptah 2. Kaisaros Germanikos 3. Kaisaros Sebastos | 41–54 n. Chr. | Ließ mit dem Pronaos des Chnum-Tempels von Esna den letzten ägyptischen Tempel-Neubau beginnen.                                                                  |
| Nero | 1. Heka-hekau-setep-en-Ptah-meri-aset 2. Kaisaros Germanikos                        | 54–68 n. Chr. | Expedition zur Unterwerfung des Reichs von Meroe. |
| Galba |                                                                                     | 68–69 n. Chr. | Im Isistempel von Deir esch-Schelwit in Theben-West bezeugt. |
| Otho |                                                                                     | 69 n. Chr. | Im Isistempel von Deir esch-Schelwit in Theben-West bezeugt. |
| Vespasian |                                                                                     | 69–79 n. Chr. | Veranlasste die Schließung des Jahwe-Tempels in Tell el-Yahudiya.                                                                                                |
| Titus | 1. Titos 2. Autokrator Titos Kaisaros                                               | 79–81 n. Chr. | In mehreren ägyptischen Tempeln bezeugt. |
| Domitian | Her-sa-aset-meri-netjeru-neb(u)                                                     | 81–96 n. Chr. | Setzte sich sehr für den Isis-Kult ein. |
| Nerva |                                                                                     | 96–98 n. Chr. | Nerva ist in Assuan, Esna und Diospolis Parva bezeugt. |
| Trajan | 1. Autokrator Kaisaros Nerouas 2. Germanikos Dakikos                                | 98–117 n. Chr. | Aufstand der Juden u. a. in Ägypten und Kyrene um 115/116; rege Bautätigkeit in Ägypten.                                                                         |
| Hadrian |                                                                                     | 117–138 n. Chr. | Gründung von Antinoupolis; Villa Adriana teilweise im ägyptischen Stil.                                                                                          |
| Antoninus Pius | Autokrator Kaisaros Titos Ailios Adrianos                                           | 138–161 n. Chr. | Bauernaufstand in Ägypten 152/53 n. Chr. |
| Mark Aurel |                                                                                     | 161–180 n. Chr. | Aufstand des Avidius Cassius in Ägypten und Syrien. |
| Lucius Verus |                                                                                     | 161–169 n. Chr. (Mitregent) | Lucius Verus ist in Qau el-Kebir und in Philae bezeugt. |
| Commodus |                                                                                     | 180–192 n. Chr. | Bei Prozessionen trat er als Offiziant des ägyptischen Kultes auf.                                                                                               |
| Pertinax |                                                                                     | 193 n. Chr. | Regierte 3 Monate; hieroglyphisch in Dachla belegt. |
| Septimius Severus |                                                                                     | 193–211 n. Chr. | Wiedereinrichtung von Stadträten in Alexandria und anderen ägyptischen Städten.                                                                                  |
| Caracalla |                                                                                     | 211–217 n. Chr. | Ließ erstmals das Bild des Serapis auf Münzen prägen; ein Aufstand in Alexandria wurde blutig niedergeschlagen.                                                  |
| Geta |                                                                                     | 211 n. Chr. | Bruder des Caracalla, auf dessen Geheiß ermordet. |
| Macrinus |                                                                                     | 217–218 n. Chr. | Auf der Flucht vor Elagabal ermordet. |
| Diadumenianus |                                                                                     | 218 n. Chr. (Mitregent) | Sohn des Macrinus; auf der Flucht vor Elagabal in Zeugma ermordet.                                                                                               |
| Severus Alexander |                                                                                     | 222–235 n. Chr. | Letzter Kaiser der Severer. Im Pronaos von Esna bezeugt. |
| Philippus Arabs |                                                                                     | 244–249 n. Chr. | Wurde im Kampf gegen Decius getötet. |
| Decius |                                                                                     | 249–251 n. Chr. | Im Chnumtempel von Esna bezeugt. |
| Valerian |                                                                                     | 253–260 n. Chr. | Nur auf einer Stele bezeugt. |
| Aurelian |                                                                                     | 270–275 n. Chr. | Nur auf einer Stele für einen Buchisstier bezeugt. |
| Zenobia |                                                                                     | 270–272 n. Chr. | Nach ihrer Eroberung Ägyptens erklärte sie sich selbst zur Königin von Ägypten. Sie soll zudem behauptet haben von Kleopatra VII. abzustammen.                   |
| Probus |                                                                                     | 276–282 n. Chr. | Schlug die in Ägypten einfallenden Blemmyer zurück. |
| Diokletian |                                                                                     | 284–305 n. Chr. | Ließ das Christentum verfolgen. |
| Maximian |                                                                                     | 285–310 n. Chr. | Nur auf einer Stele bezeugt. |
| Galerius |                                                                                     | 293–311 n. Chr. | Niederschlagung des Aufstandes in Busiris und Koptos (294 n. Chr.); Gegenkaiser: Lucius Domitius Domitianus und Aurelius Achilleus (297 n. Chr.)                 |
| Maximinus Daia |                                                                                     | 305–313 n. Chr. | Letzter hieroglyphisch belegter Kaiser. |